# Aino Trosell
Aino Trosell, née le 22 mai 1949 à Malung, est une écrivain suédoise, surtout connue comme auteure de roman policier.

## Biographie
Elle est fille d'ouvriers. Ses parents divorcent quand elle n'est âgée que de six ans. Elle est élevée par sa mère . L'un des premiers emploi qu'elle exerce à l'âge adulte est d'être ouvrier sur un chantier naval.
Elle amorce sa carrière littéraire en 1978 avec la publication du roman social Socialsvängen qui pose un regard critique impitoyable sur l'étendue des zones urbaines au détriment du milieu rural et l'épuisement des ressources naturelles de la campagne suédoise.
Elle se lance dans le roman policier en 1990, mais conserve ses préoccupations écologiques et politiques. " Le monde du travail vu d'en bas, y est un élément central, les rapports de force entre salariés et patronat ou direction ne sont pas tus, ils peuvent même faire progresser l'action."
Elle a également abordé le roman historique.
Elle obtient le prix du meilleur roman policier suédois en 2000 pour Si le cœur bat encore (Om hjärtat ännu slår).

## Œuvre

### Romans
- Socialsvängen (1978)
- Hjärtstocken (1979)
- Samnanger (1983)
- Facklorna (1985)
- Kärleksbrottet (1990)
- Offshore (1991) Publié en français sous le titre Offshore, traduit par Philippe Bouquet, Nantes, Éditions de l’Élan, 1998, 143 p.  (ISBN 2-909027-37-6)
- Röda lacket (1994)
- Under Södra korset (1994)
- Jäntungen (1994) Även som ljudbok.
- I Vintergatan (1997), även utgiven som Vintergatan 2008
- På en öde ö i havet 1998
- Ytspänning (1999) Även som ljudbok.
- Om hjärtat ännu slår (2000) Publié en français sous le titre Si le cœur bat encore, traduit par Philippe Bouquet, Paris, Éditions Balland, 2006, 442 p.  (ISBN 2-35315-007-1) ; réédition, Paris, Pocket no 13376, 2009
- Isbränna och andra berättelser 2000
- Lita på Mary 2000 Även som ljudbok.
- Se dem inte i ögonen (2002) Publié en français sous le titre Ne les regarde pas dans les yeux, traduit par Philippe Bouquet, Paris, Éditions Balland, 2007, 408 p.  (ISBN 978-2-35315-017-5) ; réédition, Paris, Pocket no 13489, 2010
- Tvångströjan (2004) Publié en français sous le titre Camisole de force, traduit par Philippe Bouquet, Paris, Éditions Balland, 2008, 414 p.  (ISBN 978-2-35315-036-6)
- En gränslös kärlekshistoria (2005)
- Järngreppet (2008)
- Hjärtblad (2010)
- Krimineller (2012)

## Prix et distinctions notables
- 2000 : prix du meilleur roman policier suédois pour Si le cœur bat encore (Om hjärtat ännu slår).